# Argentotetraedrita-(Hg)
L'argentotetraedrita-(Hg) és un mineral de la classe dels sulfurs que pertany al subgrup de la freibergita.

## Característiques
L'argentotetraedrita-(Hg) és una sulfosal de fórmula química Ag₆(Cu₄Hg₂)Sb₄S₁₂S. Va ser aprovada com a espècie vàlida per l'Associació Mineralògica Internacional l'any 2021, i va ser publicada a la revista internacional Acta Geologica Sinica per WU Peng et al. en el mes de març de 2022 amb el títol «Argentotetrahedrite-(Hg) Ag₆(Cu₄Hg₂)Sb₄S₁₃:a new tetrahedrite group mineral from the Dongping Hg-Ag deposit, Hunan Province, China».Cristal·litza en el sistema isomètric.
L'exemplar que va servir per a determinar l'espècie, el que es coneix com a material tipus, es troba conservat a la col·lecció mineralògica del Museu Geològic de la Xina, a Beijing (República Popular de la Xina), amb el número de catàleg: m16114.

## Formació i jaciments
Va ser descoberta a la mina Dongping, sityada al comtat de Baojing, a Xiangxi (Hunan, República Popular de la Xina), l'únic indret de tot el planeta on ha estat descrita aquesta espècie mineral.